# Beverly Crawford
Beverly Crawford (* 31. August 1963 in Gainesville, Florida) ist eine US-amerikanische Gospelsängerin aus Florida.

## Biografie
Als Kind sang Beverly Crawford in der Kirche ihres Vaters und mit ihren Schwestern unter dem Namen Camps Sisters. Später gründete sie mit ihrem Ehemann Todd Crawford die Potter’s House Ministries. Sie selbst machte Aufnahmen mit den New Life Singers aus der Bobby Jones’ Gospel Show, wo sie sechs Jahre lang auftrat, und mit dem Music City Mass Choir, bevor sie Mitte der 1990er-Jahre ihre Solokarriere begann.
Ihr Debütalbum Jesus, Precious King erschien 1996 und schaffte es auf Anhieb in die US-Gospelcharts. Für Album Nummer zwei Now That I’m Here wurde sie 1999 für einen Gospel-Grammy nominiert. Ihr bislang letztes Studioalbum Beverly erreichte mit Platz vier ihre bislang beste Platzierung in den Gospelcharts. Es folgten drei ebenfalls sehr erfolgreiche Live-Alben, zwei davon mit Aufnahmen aus Los Angeles, die es bis in die Top 10 der Gospelcharts brachten und mit He’s Done Enough beziehungsweise It’s About Time for a Miracle auch zwei Gospelhits in den Songcharts hervorbrachten.

## Diskografie
Alben
- Jesus, Precious King (1996)
- Now That I’m Here (1998)
- Beverly (2001)
- Beverly Crawford Live: Family Friends (2003)
- Live from Los Angeles (2007)
- Live from Los Angeles Vol. 2 (2010)
- Thank You for All You’ve Done (2014)

Lieder
- Praise Jehovah
- Jesus, Precious King (1996)
- Just as Soon (I’ll Be Shouting) (1998)
- He’s Done Enough (2007)
- It’s About Time for a Miracle (2010)